# Championnats du monde de patinage synchronisé 2019
Navigation
Championnats du monde 2018 Championnats du monde 2022
Les Championnats du monde de patinage synchronisé 2019 ont eu lieu le 12 et 13 Avril 2019 à la patinoire d'Helsinki en Finlande.
C'est la 3e fois que la ville organise la ville organise les championnats du monde de patinage synchronisé après les éditions de 2001 et 2011.

## Qualification
Les équipes sont éligibles à l'épreuve si elles représentent une nation membre de l'Union internationale de patinage (International Skating Union en anglais) et si les membres ont atteint l'âge de 15 ans avant le 1er juillet 2018. Les fédérations nationales sélectionnent leur équipe en fonction de leurs propres critères.

### Nombre d'inscription par pays
En fonction des résultats des championnats du monde 2018, l'Union internationale de patinage autorise chaque pays à inscrire une à deux équipes. À la suite des derniers championnats du monde, le Canada, la Finlande, la Suède, la Russie et les États-Unis ont eu le droit d'inscrire une seconde équipe.
| Nombres d'équipes | Pays |
| ----------------- | --- |
| 2                 | - Canada - États-Unis - Finlande - Russie |
| 1                 | - Australie - Autriche - Belgique - Chine - Croatie - France - Grande-Bretagne - Hongrie - Italie - Japon - Lettonie - Pays-Bas - Pologne - Suisse - Tchéquie - Turquie |

## Palmarès

### Podium
| Épreuve                                  | Or            | Argent            | Bronze             |
| ---------------------------------------- | ------------- | ----------------- | ------------------ |
| Patinage synchronisé résultats détaillés | Team Paradise | Marigold IceUnity | Helsinki Rockettes |

### Cinq meilleurs pays
Ces derniers auront la possibilités d'inscrire deux équipes aux championnats du monde suivants.
| Rang | Pays       | Or | Argent | Bronze | Classement Équipes |
| ---- | ---------- | -- | ------ | ------ | ------------------ |
| 1    | Russie     | 1  | 0      | 0      | 1er, 5e            |
| 2    | Finlande   | 0  | 1      | 1      | 2e, 3e             |
| 3    | Canada     | 0  | 0      | 0      | 4e, 7e             |
| 4    | États-Unis | 0  | 0      | 0      | 6e, 8e             |
| 5    | Italie     | 0  | 0      | 0      | 9e                 |

## Résultats détaillés
| Rang | Nom                  | Pays        | Points | Programme court | Programme court | Programme libre | Programme libre |
| ---- | -------------------- | ----------- | ------ | --------------- | --------------- | --------------- | --------------- |
| 1    | Team Paradise        | Russie      | 234.38 | 1               | 87.12           | 1               | 147.26          |
| 2    | Marigold IceUnity    | Finlande    | 228.70 | 2               | 85.90           | 3               | 142.80          |
| 3    | Helsinki Rockettes   | Finlande    | 228.61 | 5               | 82.12           | 2               | 146.49          |
| 4    | Nexxice              | Canada      | 224.42 | 3               | 84.63           | 4               | 139.79          |
| 5    | Tatarstan            | Russie      | 219.74 | 4               | 82.83           | 6               | 136.91          |
| 6    | Haydenettes          | États-Unis  | 216.54 | 7               | 77.97           | 5               | 138.57          |
| 7    | Nova Senior          | Canada      | 209.01 | 6               | 82.00           | 8               | 127.01          |
| 8    | Skyliners            | États-Unis  | 204.06 | 8               | 77.97           | 7               | 127.83          |
| 9    | Hot Shivers          | Italie      | 174.41 | 9               | 61.88           | 10              | 112.53          |
| 10   | Berlin 1             | Allemagne   | 171.18 | 11              | 56.02           | 9               | 115.16          |
| 11   | Jingu Ice Messengers | Japon       | 168.47 | 10              | 56.98           | 11              | 111.49          |
| 12   | Les Zoulous          | France      | 153.00 | 12              | 53.75           | 12              | 99.25           |
| 13   | Olympia              | Tchéquie    | 146.95 | 13              | 52.35           | 14              | 94.60           |
| 14   | Passion              | Hongrie     | 146.49 | 14              | 49.22           | 13              | 97.27           |
| 15   | Unity                | Australie   | 121.32 | 15              | 40.93           | 15              | 80.39           |
| 16   | Zagreb Snowflakes    | Croatie     | 116.35 | 18              | 38.45           | 16              | 77.90           |
| 17   | Phoenix              | Belgique    | 115.96 | 17              | 38.73           | 17              | 77.23           |
| 18   | Illumination         | Pays-Bas    | 112.80 | 19              | 37.77           | 18              | 75.03           |
| 19   | Starlight            | Suisse      | 108.99 | 16              | 40.13           | 19              | 68.86           |
| 20   | Icicles Senior       | Royaume-Uni | 100.78 | 20              | 35.74           | 22              | 65.04           |
| 21   | Sweet Mozart         | Autriche    | 100.13 | 21              | 33.63           | 20              | 66.50           |
| 22   | Vizyon               | Turquie     | 97.81  | 22              | 32.88           | 24              | 64.93           |
| 23   | Ice Pearl            | Chine       | 94.95  | 23              | 29.98           | 23              | 64.97           |
| 24   | Amber                | Lettonie    | 94.88  | 24              | 28.40           | 21              | 66.48           |